# Самоковлия, Исак

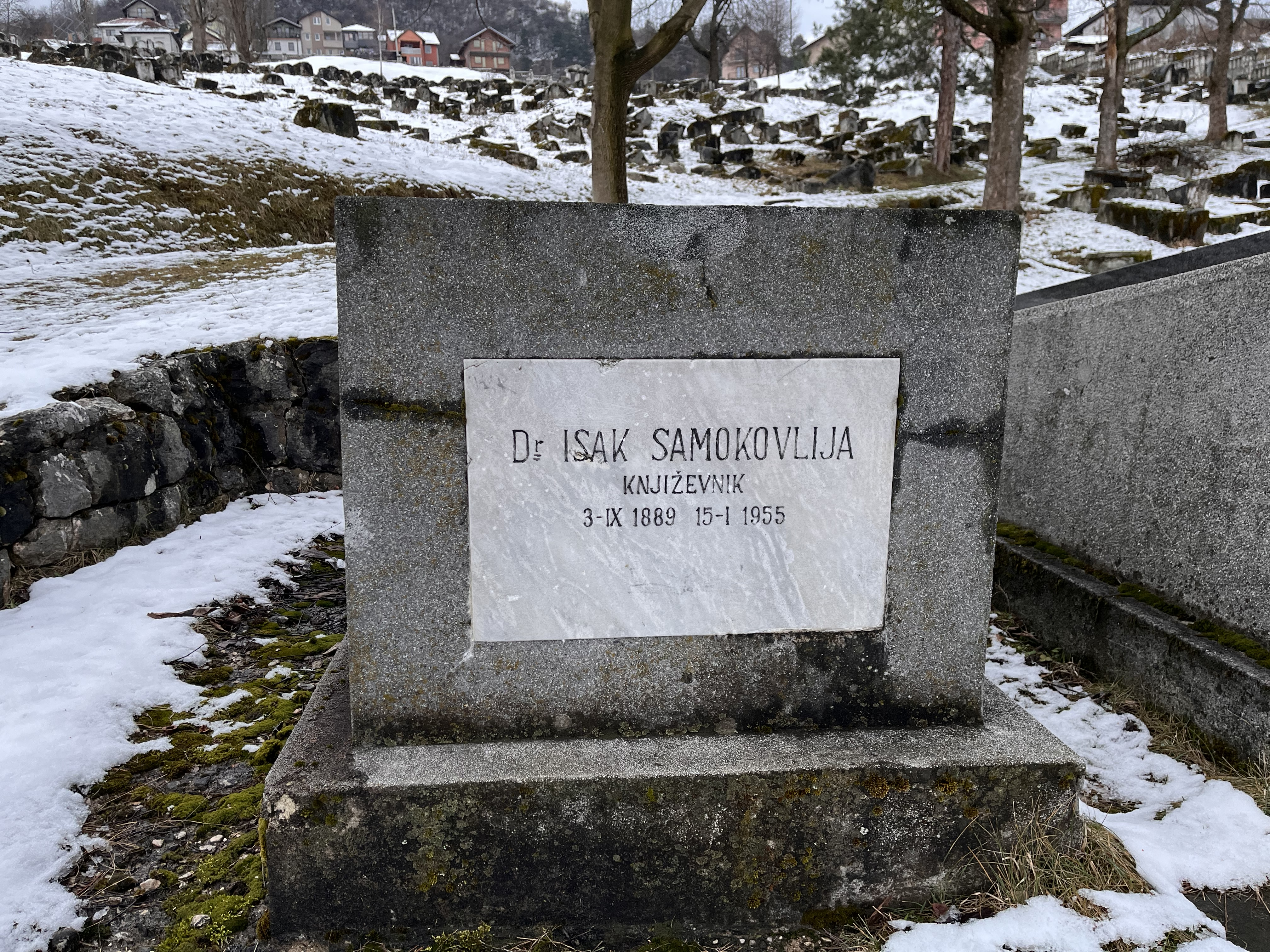

Исак Самоковлия (сербохорв. Isak Samokovlija / Исак Самоковлија; 3 сентября 1889, Горажде — 15 января 1955, Сараево) — югославский боснийский писатель еврейского происхождения, врач по профессии; автор серии произведений, описывавших жизнь боснийских евреев-сефардов.

## Биография
Родился 3 сентября 1889 года в городе Горажде в Австро-Венгрии. По происхождению родом из семьи евреев-сефардов, мигрировавших из Болгарии. Окончил начальную и среднюю школу Сараево, переехал в Вену, где изучал медицину в университете. Работал врачом в городах Горажде и Фойница в 1921—1925 годах.
В 1925 году Самоковлия начал работать в Сараевской больнице Кошево. Примерно в это же время стали публиковаться его первые рассказы и повести: первые его произведения появились в журнале «Јеврејски живот» (сербохорв. Еврейская жизнь), тогда же он стал заниматься отдельными переводами с иврита и идиша. В 1927 году был издан его первый рассказ «Рафин двор», опубликованный в «Сербском литературном вестнике». Через два года вышел сборник «От весны до весны».
В апреле 1941 года началась Апрельская война: Исака отстранили от службы в армии как еврея по происхождению, но в последний момент его всё-таки призвали на должность врача-санитара, который должен был бороться против эпидемии тифа. После становления Независимого государства Хорватии его арестовали. С 1942 года Исак работал в больнице Сараево, находясь под строгим наблюдением усташей. Весной 1945 года, незадолго до конца войны, он всё-таки сбежал из-под стражи и долгое время прятался, пока война не закончилась.
После войны Исак Самоковлия продолжил публиковаться в издательствах СР Боснии и Герцеговины и всей Югославии. В 1946 году был опубликован его крупнейший сборник рассказов — «Носильщик Самуил». Самоковлия занимал посты в различных литературных организациях и даже руководил Содружеством писателей Боснии и Герцеговины. В 1948—1951 годы руководил журналом «Бразда», с 1951 и до своей смерти работал редактором издательства «Свјетлост».
15 января 1955 Исак Самоковлия скончался в Сараево и был похоронен на старом еврейском кладбище на горе Требевич. Уже после смерти писателя на экраны кинотеатров Югославии вышел фильм «Ханка», снятый по одноимённой книге Самоковлии и показанный через год на Каннском кинофестивале. Режиссёром фильма выступил Славко Воркапич.

### Проза
- Рафин двор (сербохорв. Rafina avlija, 1927)
- От весны до весны (сербохорв. Od proljeća do proljeća, 1929)
- Носильщик Самуил (сербохорв. Nosač Samuel, 1946)
- В течение жизни (сербохорв. Tragom života, 1948)
- Соломоново письмо (сербохорв. Solomunovo slovo, 1949)
- Избранные рассказы (сербохорв. Izabrane pripovetke, 1949)
- Рассказы (сербохорв. Pripovetke, 1951)
- Ожерелье (сербохорв. Đerdan, 1952)
- Притча о радостях (сербохорв. Priča o radostima, 1953)

### Драма
- Ханка (сербохорв. Hanka, 1954)
- Белокурая еврейка (сербохорв. Plava Jevrejka)
- Он безумец (сербохорв. On je lud)
- Слияние (сербохорв. Fuzija)